# Просман, Эрно
Эрнст Йохан (Эрно) Просман (нидерл. Erno Prosman; род. 6 октября 1972, Гауда, Нидерланды) — нидерландский шашист. Серебряный призёр Чемпионата мира по международным шашкам в формате блиц (1998, 1999), командного чемпионата мира  (в составе сб. Нидерландов, 2006). Чемпион мира среди юниоров (1991). Чемпион Нидерландов 1996 года. Международный гроссмейстер. Выступал за сборную Нидерландов. Последнее выступление на мировой и европейской арене - командный чемпионат мира 2006 года. В настоящее время выступает только как спортсмен клуба Damlust Gouda, в составе которого играет в сезоне 2015-2016 в высшем дивизионе Ereklasse клубного чемпионата Нидерландов. Выступал за клубы  De Hofstad Dammers  , Samen Sterk. В составе клуба Hiltex (Амстердам, Нидерланды) выиграл серебряные медали I Чемпионата Европы среди шашечных клубов (1999) II клубного Чемпионата Европы среди шашечных клубов (2000).
FMJD-Id: 10161.

## Спортивные достижения
Эрно Просман в 1991 году стал чемпионом мира среди юниоров. В июле 2008 года установил мировой рекорд по игре вслепую — 22 часа играл против 27 соперников (+15=8-4). Рекорд был побит Тоном Сейбрандсом 26 сентября 2009, который сыграл против 28 соперников. 7 июля 2012 Просман побил рекорд Сейбрандса 30 партий вслепую (+17=8-5). Он продержался до 21 декабря 2014 года, когда Сейбрандс сыграл с 32 соперниками.
Эрно Просман трижды становился победителем международного турнира Brunssum Open (1995, 1997 и 2000).
Участник чемпионатов мира: 
1996—1997 - 2 место в группе Е, 9 - в финале 
Командный чемпионат мира 2006 - вице-чемпион в составе сб. Нидерландов, лучший в команде по набранным очкам и в группе А, набрав наравне с Гунтисом Валнерисом 14 очков в 9 партиях